# Hyloniscus motasi
Hyloniscus motasi är en kräftdjursart som först beskrevs av Radu 1976.  Hyloniscus motasi ingår i släktet Hyloniscus och familjen Trichoniscidae. Inga underarter finns listade i Catalogue of Life.